# George Childress
George Campbell Childress (Nashville, 8 gennaio 1804 – 6 ottobre 1841) è stato un avvocato e politico statunitense e il principale autore della Dichiarazione d'Indipendenza del Texas.
| Controllo di autorità | VIAF (EN) 36825214 · ISNI (EN) 0000 0000 4891 3002 · LCCN (EN) nr97025244 |